# Suzy Wouters
Suzy Wouters (Leuven, 5 maart 1968) is een Belgisch Vlaams-nationalistisch politica voor het Vlaams Belang.

## Levensloop
Wouters werd logistiek assistent in het Universitair Ziekenhuis van Leuven.
Sinds januari 2019 is ze voor het Vlaams Belang gemeenteraadslid van Scherpenheuvel-Zichem. Ze is er sinds 2020 fractievoorzitter voor haar partij.
Bij de Vlaamse verkiezingen van 26 mei 2019 werd Wouters eveneens verkozen tot lid van het Vlaams Parlement voor de kieskring Vlaams-Brabant. Bij de Vlaamse verkiezingen van 9 juni 2024 werd ze herkozen. Wouters werd in het Vlaams Parlement lid van de commissie Welzijn, Volksgezondheid, Gezin en Armoedebestrijding en werd de woordvoerder van haar partij in de dossiers rond geestelijke gezondheidszorg en armoedebestrijding.